# Oxyrhachis distanti
Oxyrhachis distanti är en insektsart som beskrevs av Capener 1962. Oxyrhachis distanti ingår i släktet Oxyrhachis och familjen hornstritar. Inga underarter finns listade i Catalogue of Life.